# Крокер, Стив
Стивен Д. Крокер (англ. Stephen D. Crocker; род. 15 октября 1944, Пасадина, Калифорния) — американский учёный, специалист в области информатики, создатель RFC (англ. request for comment). С 2011 до 2016 года он был председателем совета директоров ICANN, корпорации по управлению доменными именами и IP-адресами.
Крокер получил степень бакалавра (1968) и доктора наук (1977) в Калифорнийском университете в Лос-Анджелесе.
Он работал в интернет-сообществе с момента его создания. Как аспирант Калифорнийского университета в 1960 году он был частью команды, которая разработала протоколы для сети ARPANET, которые являются основой для сегодняшнего Интернета. За эту работу Крокер был удостоен премии IEEE Internet Award в 2002 году.
В 2012 году Internet Society ввело его в Зал славы Интернета.